# Anotimp

Animație cu efectul anotimpurilor asupra climei.

Un anotimp este una din cele patru diviziuni ale anului. În general, anotimpul se referă la schimbările anuale ale climei. În zonele temperate sunt patru anotimpuri: primăvara, vara, toamna și iarna, iar în zonele cu climatul tropical-umed ele sunt: anotimpul ploios și anotimpul uscat.
Anotimpurile sunt determinate de înclinarea axei Pământului, combinată cu mișcarea sa orbitală în jurul Soarelui. Din punct de vedere astronomic, durata anotimpurilor este definită de perioadele dintre momentele în care Pământul atinge anumite puncte ale orbitei sale, ceea ce se observă de pe Pământ prin trecerea Soarelui prin solstiții și echinocții.

## Explicație

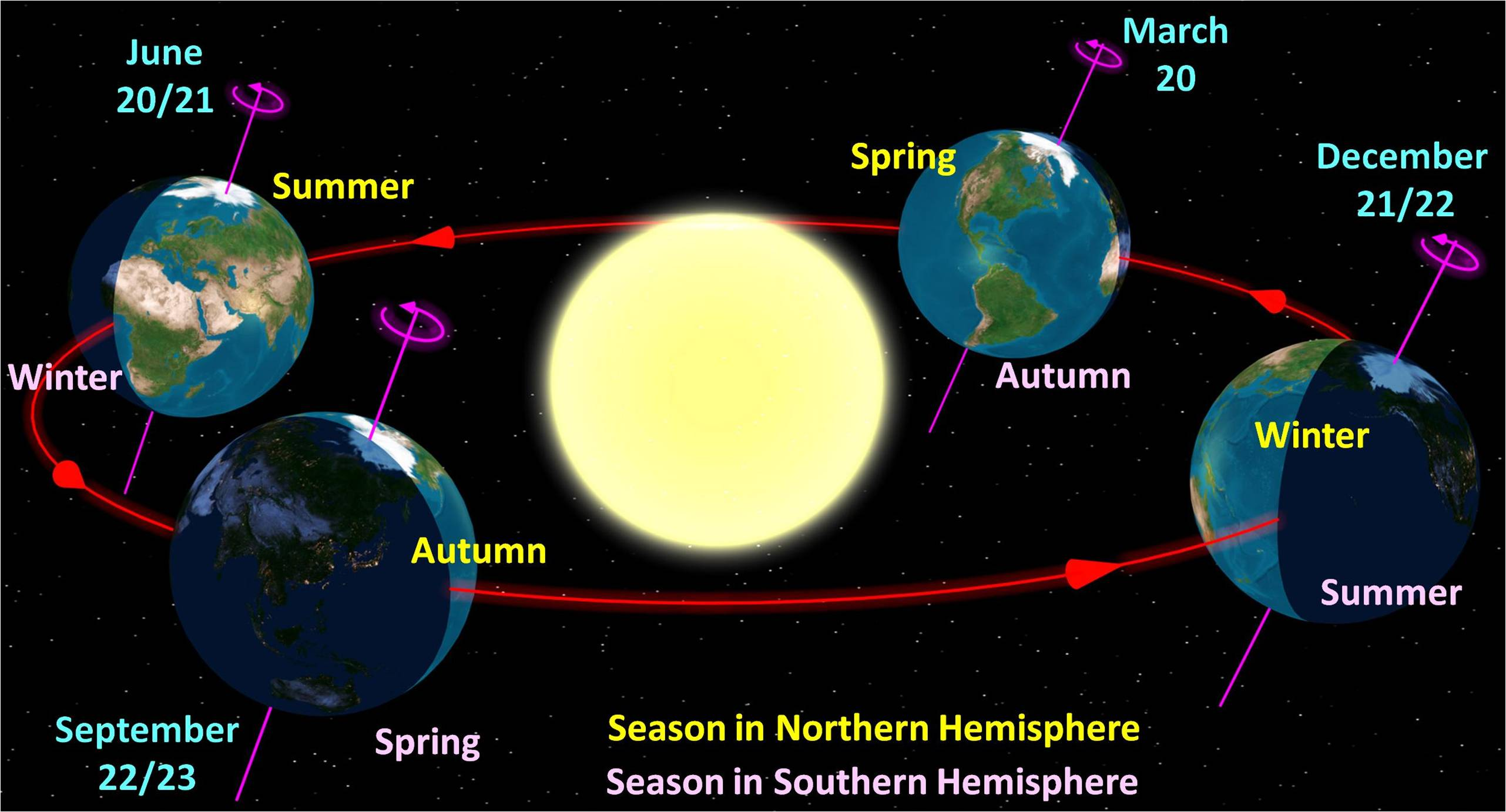
Alternanța anotimpurilor în emisfera nordică.

În mișcarea de revoluție, Pământul descoperă patru poziții față de Soare (corespunzătoare celor patru anotimpuri):
1. Iarnă: la 22 decembrie, razele Soarelui cad perpendicular pe Tropicul Capricornului în Emisfera sudică. Această zi poartă denumirea de Solstițiul de Iarnă, când avem cea mai lungă noapte și cea mai scurtă zi.
2. Primăvară: 21 martie reprezintă primăvara astronomică, când razele solare cad perpendicular pe Ecuator și încălzesc cele două emisfere în mod egal. Diferența este că în Emisfera nordică este primăvară, iar în Emisfera sudică este toamnă. Această zi se numește Echinocțiul de Primăvară , când ziua este egală cu noaptea.
3. Vară: la 22 iunie, razele solare cad perpendicular pe Tropicul Racului în Emisfera nordică, reprezentând anotimpul vara, iar ziua se numește Solstițiul de Vară cu cea mai lungă zi și cea mai scurtă noapte.
4. Toamnă: pe 23 septembrie, razele Soarelui cad perpendicular pe Ecuator și încălzesc cele două emisfere în mod egal. Diferența este că în Emisfera Nordică este toamnă, iar în Emisfera sudică este primăvară. Această zi se numește Echinocțiul de Toamnă, când ziua este egală cu noaptea.

## Alternanta anotimpurilor si sezoane.
1.Iarna-sezonul hiemal.

2.Primavara timpurie-sezon prevernal.

3.Primavara-sezon vernal.

4.Vara-sezon estival.

5.Toamna-autumnal.